# Jens Kristiansen
Jens Kristiansen est un joueur d'échecs danois né le 25 mai 1952 à Copenhague, grand maître international depuis 2012. 

## Biographie et carrière
Jens Kristiansen a remporté :
- le championnat du Danemark d'échecs en 1979, 1982 et 1995 ;
- la Coupe Politiken en 1989[1] ;
- le championnat du monde d'échecs senior (60 ans et plus) en 2012[2] ;
- le championnat d'Europe d'échecs senior (65 ans et plus) en 2019[3].

En 2013, il finit 1er-2e du championnat du monde senior, remportant la médaille d'argent au départage.
La Fédération internationale des échecs lui a décerné le titre de maître international en 1979 et celui de grand maître international en 2012 après sa victoire au championnat du monde senior.

## Compétitions par équipe
Jens Kristiansen a représenté le Danemark lors :
- de quatre olympiades (en 1978 (au 3e échiquier), 1982 au 1er échiquier), 1984 (au 2e échiquier) et 1990 (le Danemark finit septième de la compétition en 1978) ;
- de deux championnats d'Europe par équipes (championnat d'Europe d'échecs des nations) : en 1977 (groupe préliminaire 2) et en 1983 (le Danemark finit septième de la finale) ;
- du championnats de la communauté européenne 1980 (médaille de bronze par équipe pour le Danemark) ;
- de deux coupes des pays nordiques (en 1973 et 1974), remportant la médaille d'or par équipe en 1973, la médaille d'or individuelle au quatrième échiquier en 1973 et la médaille d'argent par équipe en 1973.